# Paruro (distrito)
O distrito peruano de Paruro é um dos 9 distritos da Província de Paruro, situada no Departamento de Cusco, Peru.

## Transporte
O distrito de Paruro é servido pela seguinte rodovia:
- CU-123, que liga o distrito de San Jerónimo à cidade de Acomayo
- CU-120, que liga o distrito à cidade de Paccaritambo
- CU-121, que liga as rodovias CU-117 e CU-123
- CU-117, que liga o distrito de Checacupe à cidade de Cusco
- CU-119, que liga o distrito de Santo Tomás à cidade [1][2][3]